# Vittyglad myrpitta
Vittyglad myrpitta (Myrmothera fulviventris) är en fågel i familjen myrpittor inom ordningen tättingar.

## Utbredning och systematik
Vittyglad myrpitta delas in i två underarter med följande utbredning:
- M. f. caquetae – låglänta områden i sydöstra Colombia (väster om Caqueta)
- M. f. fulviventris – tropiska östra Ecuador och nordligaste Peru (söder om Iquitos)

### Släktestillhörighet
Vittyglad myrpitta placerades, liksom de nära släktingarna amazonmyrpitta och snårmyrpitta, tidigare i släktet Hylopezus. Genetiska studier visar dock att de står närmare Myrmothera och förs därför dit.

## Status
Arten har ett stort utbredningsområde och beståndet anses vara stabilt. Internationella naturvårdsunionen IUCN listar den därför som livskraftig (LC).